# 川崎七音
川崎 七音（かわさき なお）は日本の小説家。2020年に、『モーンガータのささやき』で第27回電撃小説大賞選考委員奨励賞を受賞しデビュー。代表作に『僕らが死神に祈る日』、『完璧な小説ができるまで』がある。

## 経歴
第27回電撃小説大賞で選考委員奨励賞受賞。

## 作品リスト
- 僕らが死神に祈る日（メディアワークス文庫 2021年5月25日 ISBN 9784049137521）
- 完璧な小説ができるまで（メディアワークス文庫 2023年6月23日 ISBN 9784049151107)